# 教皇
教皇（きょうこう、羅: Pāpa / Pontifex、伊: Papa、希: Πάπας、希ラテン翻字: Pápas、英: The Pope / The Pontiff）とは、カトリック教会の最高位聖職者の称号であり、一般的にはカトリック教会のローマ司教にして、全世界のカトリック教徒の精神的指導者である。
教皇はバチカン市国の元首を兼任し、地位によって「教皇位」、あるいは「教皇座」とも呼ばれる。または「聖座」、あるいは「使徒座」という用語も使われる。聖座と使徒座は、中世の教会法学者たちによって形成された概念で、第一に教皇を指すが、広義においては「教皇庁」、または教皇と教皇庁を総合した概念ともされる。
現在在位中の教皇は2025年5月8日に就任したレオ14世。
また、カトリックの内部では「教父」「パパ様」の呼称を用いる場合がある。日本語ではローマ教皇、または法王、ローマ法王という表記もあり、日本政府は「法王」の呼称を用いていたが、2019年に「教皇」に変更している（#日本語での呼称）。

## 概要
初期のローマ司教たちはイエス・キリストの使徒であり、「天の国の鍵」を受け取ったペトロの後継者・代理者を任じていた。時代が下って教皇の権威が増すに従って、自らをもって「イエス・キリストの代理者」と評すようになっていった。「キリストの代理者」という称号が初めて歴史上にあらわれるのは495年で、ローマの司教会議において教皇ゲラシウス1世を指して用いられたものがもっとも初期の例である。これは五大総大司教座（ローマ、アンティオキア、エルサレム、コンスタンティノープル、アレクサンドリア）の中におけるローマ司教位の優位を示すものとして用いられた。
教皇はカトリック教会全体の首長という宗教的な地位のみならず、ローマ市内にある世界最小の独立国家バチカン市国の首長という国家元首たる地位をも担っている。1870年のイタリア半島統一以前には教皇の政治的権威の及ぶ領域はさらに広く、教皇領と呼ばれていた。教皇領の成立の根拠とされた「コンスタンティヌスの寄進状」が偽書であることは15世紀以降広く知られていたが、教皇領そのものはイタリア統一まで存続した。1870年以降、教皇庁とイタリア政府が断絶状態に陥ったため、教皇の政治的位置づけはあやふやであったが1929年に結ばれたラテラノ条約によってようやくイタリア政府との和解を見た。
1978年に就任したヨハネ・パウロ2世以降はキリスト教のみならず世界中の様々な問題について見解を示す、大きな影響力を持つ存在となっている。

## 称号
「教皇年鑑」によれば、教皇に用いられる公式な称号には以下のようなものがある。
- キリストの代理人（英語版）（羅: Vicarius Christi）
- ローマ司教（羅: Episcopus Romanus）
- 使徒のかしら（頭）の継承者（羅: Successor principis apostolorum）
- 普遍教会の最高司教（羅:  Summus Pontifex Ecclesiae Universalis）
- イタリア半島の首座司教（羅: Primas Italiae）
- ローマ首都管区の大司教（羅: Archiepiscopus et metropolitanus provinciae ecclesiasticae Romanae）
- バチカン市国の首長（羅: Princeps sui iuris Civitatis Vaticanae）
- 神のしもべ（僕）のしもべ（英語版）（羅: Servus Servorum Dei）
- 西方の総大司教（羅: Patriarcha Occidentis）[注釈 3]

ラテン語が公式言語である教会法の正文の中では、教皇は「Romanus Pontifex（ロマヌス・ポンティフェクス）」という名で表される。「Pontifex」は、古代ローマ時代の最高神祇官から引き継がれた名称である「Pontifex Maximus（ポンティフェクス・マクシムス）」の略称である。「Pāpa（パーパ）」という呼称は教皇に対する非公式な呼び方であり、ローマ教皇の他にもアレクサンドリア総主教に対しても用いられる（後述）が、「Pontifex」という称号は専らローマ教皇にのみ用いられる。公式な呼び方を全て挙げるなら、「ローマ司教、キリストの代理者、使徒の継承者、全カトリック教会の統治者、イタリア半島の首座司教、ローマ首都管区の大司教、バチカン市国の首長、神のしもべのしもべ」となる。このような長大な正式名称でよばれる機会はほとんどない。
教皇の署名は通常「教皇名○○、PP、○代」という形で行われる。たとえばパウロ6世なら「Paulus PP. VI」である。PPは Papa の略である。また、「Pontifex Maximus」の略号である「P.M.」あるいは「Pont.Max.」という称号が書き加えられることもある。回勅などの公式文書には正式に「教皇名、カトリック教会の司教 (Episcopus Ecclesiae Catholicae)」と署名される。
文頭にはよく「教皇名、司教にして神のしもべのしもべ (Episcopus Servus Servorum Dei)」という署名が書き込まれる。この形式は大教皇とよばれたグレゴリウス1世にまでさかのぼる古い呼び名である。そのほかの称号として「summus pontifex」、「sanctissimus pater」（至聖なる父）および「beatissimus pater」（もっとも祝福された父）、「sanctissimus dominus noster」（われらがもっとも聖なる君主）などがある。中世においては「dominus apostolicus」（使徒である君主）も使われ、現代でもラテン語の荘厳な連祷の中で、その格変化型である「dominum apostolicum」と呼ばれている。
敬称としてはHis Holinessが用いられる。これは日本政府においては台下、日本のカトリック教会などでは聖下が訳語として用いられる。

## 変遷
初代教会の時代から一貫してローマ司教が教皇という特別な地位を保持したわけではなく、ペトロのローマ到着以降、数世紀をかけて徐々に発達していったということはカトリック教徒も含めて広く受け入れられている。古代のローマはローマ帝国の首都として初代教会の信徒たちにとっても特別な場所であった。しかしそのころのローマ司教の権威と影響力はローマの外へおよぶものではなかった。
ローマのクレメンスが96年ごろ、コリントの信徒へあてて書いた手紙にローマ司教の権威に関する言及があり、アンティオキアのイグナティオスも105年ごろにローマの信徒へあてて書いた手紙の中でローマ司教の「裁治権」にふれている。この「裁治権」について、ある者はこれこそが古代からローマ司教が特別な権威を持っていたと考えるものと、単に名誉的なもので実際的な権威はなかったというものがいる。
2世紀（189年ごろ）になって、リヨンのエイレナイオスが『異端反駁』3:3:2でローマ教会の首位権について述べている。そこでは「ローマの教会が特別な起源を有し、真に使徒に由来する伝承を保っていることはすべての教会で認められていることである。」とされている。この記述は史上初めてローマ教会の特別な地位について明確に述べたものであるが、ギリシャなどの東方地域においてはローマの首位は受け入れられていなかったと考えられる。特にローマ皇帝がローマを離れてコンスタンティノープルに移ったあとでその傾向は顕著となった。381年の第1コンスタンティノープル公会議において教皇が出席を見合わせたのも、その地位と権威についてローマ帝国の東西で見解が分かれていたからである。
半世紀後の440年に着座したレオ1世大教皇の時代になるとローマ教皇こそが、イエスから使徒ペトロに与えられ、ペトロから代々引き継がれた全教会に及ぶ権威を持っているという見解が公式に唱えられるようになる。451年のカルケドン公会議ではレオ1世は使節を通して「自分の声はペトロの声である」と述べた。当時ローマとコンスタンティノープルどちらかの権威が上なのか議論になっていたが、この公会議の席上、コンスタンティノープル大司教は「コンスタンティノープルは新しいローマ」であるため「名誉ある地位をローマに譲るものである」という声明を出したが、ローマ側から事の判断をうやむやにしているという意見が出て受け入れられなかった。
世俗君主との関係では8世紀頃まで東ローマ皇帝の主権下にあり、教義問題で皇帝と対立した教皇が逮捕され、流刑に処されるということもあった。8世紀中ごろ教皇領が成立し、東ローマ帝国から離脱した。
カトリック教会では伝統的に教皇の地位と権威が聖書に由来するものであるとしている。特に重視されるのはマタイによる福音書の16:18-19のイエスのペトロに対する言葉である。
「シモン・バル・ヨナ。お前は祝福されたものだ。このことは血と肉によってでなく天におられる父によって示されている。わたしは言う、おまえは岩（ペトロ）である。この岩の上に私の教会をたてよう。死の力もこれに勝つことはできない。わたしは天の国の鍵を授ける。あなたが地上でつなぐものは天でもつながれ、地上で解くものは天でも解かれるのである。」
この箇所から「天国の鍵」のデザインが教皇の紋章に取り入れられている。
ただし、この聖書箇所については、教皇権の根拠とするこのようなローマ・カトリック教会における解釈は、正教会、プロテスタントでは受け入れられていない。

## 歴代ローマ教皇

### 出身
ローマ司教というその性格から、教皇にはイタリア半島出身者が多かった。バレンシア出身のアレクサンデル6世 (ローマ教皇)、ドイツ人ともオランダ人ともいえるハドリアヌス6世がその数少ない例外である。非ヨーロッパ出身者はシリア出身のグレゴリウス3世などがある。
ポーランド出身の第264代ヨハネ・パウロ2世（在位:1978年 - 2005年）は、456年ぶりの非イタリア人教皇となった。以降はドイツ出身の第265代ベネディクト16世（在位:2005年 - 2013年）、アルゼンチン出身の第266代フランシスコ（在位:2013年 - 2025年）、アメリカ合衆国出身でペルー国籍を保持していた第267代レオ14世（在位2025年 - ）と、イタリア以外の地域の出身の教皇が4代続いている。
ルネサンス教皇の時代には、メディチ家やコロンナ家といった大貴族出身者が教皇となることも多かった。また、枢機卿-甥という言葉があるように、身内の者を若くして枢機卿に抜擢し、将来の教皇候補にすることも見られた。縁故主義を意味する「ネポチズム（英語:  nepotism）」はこれが由来である。この縁故主義はインノケンティウス12世が1692年の「ロマーヌム・デチェット・ポンティフィチェム」によって禁止したことで終焉した。

## 継承

### 選出
古代から中世の初期にかけて教皇はローマ周辺に住む聖職者によって選ばれていた。1059年に選挙権が枢機卿に限定され、1179年に入ってすべての票の権利が同等とされた。教皇は枢機卿団から選出される。教皇に選ばれるための条件は、（聖職者でなくてもよく）男子のカトリック信徒ということしかなかったので、司教でない聖職者が教皇に選ばれると、教皇位に着く前に枢機卿団の前で司教叙階を受けることになっていた。教皇選出時に枢機卿でなかった最後の教皇は、1378年に選ばれた教皇ウルバヌス6世である。現行の教会法では80歳未満の枢機卿から選出されることになっているため、そのような事態は起こらない。
1274年の第2リヨン公会議では、教皇選挙のシステムが規定された。それによれば教皇の死後、10日以内に枢機卿団が会合を開き、次の教皇が選出されるまでその場を離れないことが定められた。これは1268年の教皇クレメンス4世の死後の混乱から、3年にわたる教皇の不在（使徒座空位）が続いたことを受けて定められたものであった。16世紀半ばまでには教皇選挙のシステムは、ほぼ現代のものに近いものになった。
教皇選挙の唯一の方法は、枢機卿団による投票である。伝統的な教皇選出法としては「満場一致により決定する方法」、「司祭団の代表たちによって教皇を決定する方法」、そして「投票によって教皇を決定する方法」の三つがあった。満場一致の方法というのは、選挙者たちが新教皇の名前を叫び、それが完全に一致した場合に、その決定を有効とする方法であるが1621年以降用いられたことはなく、ヨハネ・パウロ2世によって「代表たちによる方法」と共に廃止された。
1978年以前、教皇選挙がおわると新教皇を中心としてシスティーナ礼拝堂からサン・ピエトロ大聖堂へ壮麗な行列を行うことが慣例とされていた。そして大聖堂につくと教皇は三重冠を受け、教皇としての最初の祝福（ウルビ・エト・オルビ）を与える。続いて教皇の前で飾り立てられたトーチに火をともし、すぐにそれを消して「シク・トランジト・グローリア・ムンディ」（この世の栄華はかくもむなしく消え去る）という訓戒を与え、教皇が（かつて「近代主義に対抗する誓い」とよばれた）教皇宣誓を行うというのが伝統的な教皇着座の流れであった。しかし、ヨハネ・パウロ1世以降、この種の古めかしい儀式は、教皇の就任時に行われていない。
ラテン語の「セーデ・ヴァカンテ」（使徒座空位）という言葉は教皇不在（通常は教皇の死去から次の教皇の選出まで）の状態を指す言葉である。この言葉から「使徒座空位主義者」と呼ばれる人々の呼称が生まれた。この人々は現代に至る数代の教皇たちは不当にその地位についていると考え、カトリック教会から離れている。彼らから見れば現在の状態は「使徒座空位」であるということになる。彼らがこのように唱える最大の理由は第2バチカン公会議以降の改革が受け入れられないことにある。特にトリエント・ミサと呼ばれる伝統的なラテン語ミサが、現代化の流れに沿って各国語で行われるようになったことが不満なのである。このため、特に第2バチカン公会議以降、複数の自称教皇（対立教皇）が現れている。

### 名前
教皇は就任に伴って、教皇としての在位名を自らつける慣習がある。レオ14世以前の266人の教皇のうち、改名をおこなったのは129人である。この慣習は11世紀頃に定着し、選出に貢献した司教の名前などをつける例が多く見られたが、20世紀以降は教皇が目指す指針を示すものとなった。名前は自由に選ぶことは可能だが、初代教皇とされるペトロの名前を選んだものはいない。
対立教皇を除き、最も多く選ばれた教皇名は「ヨハネス（ヨハネ）」である。現時点で最後に「ヨハネス」を名乗った教皇はヨハネ23世であるが、実際にヨハネスを称した正統な教皇は21人である。かつては対立教皇ヨハネス16世をカウントしていたため、本来は16世を名乗るべきヨハネス17世が17世を称していた。その後、ヨハネスの代数を正しくする動きがあったが、『教皇の書』の誤読により存在しないヨハネス14世をもう一人カウントしてしまった。このため15世以降のヨハネスは代数が一つ後ろにずらされ、「ヨハネス21世」は本来19世を名乗るべきであるにも関わらず、20世をとばして21世を名乗ることとなった（教皇ヨハネスの代数）。
ヨハネスに次ぐ名前としては、「グレゴリウス（グレゴリオ）」と「ベネディクトゥス（ベネディクト）」が16人ずつとなっている。完全なオリジナルの教皇名を名乗った最新の教皇は、フランシスコ（在位：2013年 - 2025年）である。これは単一の名前としてはランド（在位：913年 - 914年）以来ほぼ1000年ぶりの出来事であった。またヨハネ・パウロ1世（在位：1978年）は最初に複合名を名乗った教皇である。

### 死去
教皇の不在時（使徒座空位）における対応を定めているのは、1996年のヨハネ・パウロ2世による教皇文書『ウニベルシ・ドミニチ・グレギス』である。それによれば教皇不在時には首席枢機卿を中心に枢機卿団が集団指導制によってバチカン市国とカトリック教会全体を指導する。しかし教会法では教皇不在時になんらかの重大な決定や変更を枢機卿団だけで行うことは禁止されている。教皇の承認を必要とする決定は新教皇の着座まで保留される。
教皇の死の確認に関しては、首席枢機卿が教皇の本名を3度呼び、銀のハンマーで額を三度たたくという方法によるとされていたが、あまりに時代錯誤であると批判の対象になっていた。但しこの半世紀の間、実際にこの方法が用いられたことは無いとされ、医師による科学的知見に基づいた死が確認された後に「伝統的な儀式」として行われ、この時点で首席枢機卿が教皇の右手から指輪印章「漁師の指輪」を外す。
パウロ6世の場合は、晩年になって自ら指輪をはずしていたが、通常は教皇の死去時に指輪がはずされる。指輪には教皇の印章が彫られているため、悪用を防ぐために破壊されることになっている。
教皇の遺体はすぐ埋葬されず、数日間聖堂などに安置される。20世紀の教皇たちはみなサン・ピエトロ大聖堂に安置されてきた。教皇庁は埋葬後、9日間の喪に服すことになる。これをラテン語で「ノヴェム・ディアリス」という。

### 辞任
1983年教会法332条第二項には教皇の辞任（退位）についての規定がある。それによれば、教皇が辞任するために必要な条件はあくまで自発的な辞任であることと、定められた手続きを守ることである。実際の教皇辞任は半強制的な罷免が大半であり、1000年代最後となる1417年のグレゴリウス12世辞任も教会大分裂を収拾するためのコンスタンツ公会議の罷免判決をうけてのものであった。過去の辞任した教皇に特別な待遇はなく、枢機卿や大司教の待遇を与えられたものや、幽閉されるものもあった。
このため教皇は実質的な終身制となっており、生前の辞任は600年ほど例がなかった。
しかしベネディクト16世は2013年2月11日、高齢を理由として2013年2月28日午後8時をもって辞任すると宣言し、そのまま辞任が成立した。
ベネディクト16世の辞任後の称号は「名誉教皇」（Pope emeritus）と呼ばれ聖下の尊称も維持された。
死去時の扱いは教皇とほぼ同様であるが、服喪がないことが大きな違いである。ベネディクト16世は辞任前に規定を追加し、全有権枢機卿がそろっていれば、コンクラーヴェ開始の前倒しを可能とした。

## シンボルと徽章

バチカンの国章（三重冠 、天国の鍵（Cross keys（交差する金の鍵と銀の鍵））

三重冠 (Triregnum) は、古代以来ローマ教皇のシンボルとなっている。ただし1960年代以降の教皇たちは用いていない。教皇は典礼儀式の中では司教のしるしであるミトラ（司教冠）をかぶっている。十字架のついた杖も13世紀以前から用いられている。またパリウム（幅二インチほどの布製の輪）がカズラの上に着用される。
金と銀の二つの鍵が交差する形で描かれる天国の鍵も教皇のシンボルとして用いられている。そのうちの銀の鍵は現世的な権威を、金の鍵は宗教的な権威を示している。漁師だったペトロにちなんで「漁師の指輪」と呼ばれる金の指輪も教皇によって用いられている。また、ウンブラクルム (unbracullum) として知られる教皇用の赤と金の線が入った傘の図柄も用いられることがある。
古代以来、長きにわたって教皇のシンボルとして用いられたものに教皇用輿（セディア・ゲスタトリア）がある。みこしのような土台に教皇の椅子が備え付けられ、12人の従者によって運ばれる。さらに二人の扇もちが付き添ってあおぐのが慣例であった。教皇用輿はあまりに前時代的であるということでヨハネ・パウロ1世も使用を嫌がったが、ヨハネ・パウロ2世によって正式に廃止された。ヨハネ・パウロ2世は移動用に教皇用オープンカー（パパモビル）を初めて用いた。
教皇はまた独自の紋章を持っている。図柄は歴代の各教皇毎にそれぞれ違うが基本的な構成はほぼ同じであり、交差して組まれた金と銀の鍵、三重冠、赤い組紐は必ず描かれてきた。バチカン市国の旗とされているのは黄色と白の旗であり、教皇の三重冠がそこにも描かれている。この旗がはじめて現れたのは1808年のことであり、それ以前、教皇庁は聖座の色である赤と金の旗を使っていた。
装備
- 教皇冠
- ミトラ (司教冠)
- パリウム - 祭服
- クワイア・ドレス（英語版）
- キャソック
- ペルグリーナ（英語版） - 肩掛け
- ファシア（英語版） - 帯
- papal mantle - コープ (祭服)（英語版）（マント）
- パーパル・フェルーラ（英語版） - 杖
- 指輪印章「漁師の指輪」（en、漁夫の指輪とも）
- 靴（英語版） - 室内の儀式では司教サンダル（英語版）を用いる。

## 地位と権威
教皇は、カトリック教会の長（聖座）として宗教上の権威と、バチカン市国の国家元首として国際法上の権威の両方を保持している。数百年の長きにわたり、教皇庁（ローマの聖座）はカトリック教会の枢要機関として機能してきた。
「聖座」(Sancta Sedes) あるいは「使徒座」という言い方は、教会用語でローマ教皇（と教皇庁全体）の特別な権威を示すものである。歴史上、ローマ教皇座以外では例外的にマインツ大司教座についても「聖座」の称号が用いられたが、1802年に大司教の位を廃されて以降のマインツ司教は特別な権威を失い、現在ではこのような呼び方は一般的ではない。
国際社会とカトリック教会の中で認められてきた教皇の特別な権威・栄誉・特権は、すべて使徒の頭ペトロの権威から引き継がれたものとみなされてきた。ペトロの権威によってローマはカトリック教会の中で中心的な位置を占めることになった。
ローマ教皇はあくまでローマ司教としてその権威を行使するが、ローマに住むことが必須というわけではない。ラテン語の定式「Ubi Papa, ibi Curia」（教皇が住むところは、どこでも教会の中央政府である）という言い方は、教皇がカトリック教会の中心都市に住む限りローマ司教であり続けることができることを示している。たとえば1309年から1378年にかけて教皇座はアヴィニョンにおかれていた（アヴィニョン教皇庁）が、これは古代イスラエルの故事になぞらえて「教会のバビロン捕囚」あるいは「アヴィニョン捕囚」とよばれた。
現在の教皇の司教座聖堂はサン・ジョバンニ・イン・ラテラノ大聖堂であり、公邸はバチカン宮殿である。また避暑用の別荘として（古代の都市アルバ・ロンガの近く）カステル・ガンドルフォに別荘を持っている。歴史上では、教皇は長きにわたってラテラン宮殿を在所としており、避暑用の施設はクイリナーレ宮殿であった。クイリナーレ宮殿はその後、イタリア王の宮殿を経て、大統領公邸になっている。
現在の教皇の地位を規定しているのは第1バチカン公会議（1870年）で採択された教義憲章「キリストの教会」である。同憲章の第一章は「ペトロに由来する使徒的首位性」というタイトルで、「福音書からも、主キリストが使徒ペトロに他の人々に優越する権威を与えたことは明らかである」（第1節）と述べ、さらに「もしペトロがキリストによって使徒のかしらとされ、教会の目にみえるしるしとして立てられたということを認めず、そのイエスからの直接の権威が単に名誉的なものだけで実質的な意味を持たないという者は教会から排斥される。」としている。（「～は教会から排斥される」という表現はアナテマと呼ばれるもので、古代以来、第1バチカン公会議にいたるまで用いられ、カトリック教会が教義について述べた文章に必ず添えられる定型文であった。）
第二章「聖座におけるペトロの権威の存続について」では、「主キリストがペトロに与えた権威は永続的なもので、『岩の上にたてられた』教会として存続し、『おわりの時』まで続くものである」と述べ、「ペトロの座を引き継いだ者は誰でもキリストに由来する権威を保持し、全教会に対する首位性を有する」とする。よって「この権威がキリストの意図によるものでなく、ペトロの権威は永遠のものであることを認めない者、ローマの聖座がペトロの権威を継承していないという者は教会から排斥される」という。
第三章「ローマの聖座の有する首位権の力と性質」では、「フィレンツェ公会議においてローマの聖座、使徒座は世界の教会におよぶ首位性を持ち、ローマの聖座が使徒の長、キリストの代理であるペトロの権威を引き継ぎ、全教会の父・教師たる地位を持つ旨が宣言されている」とし、「この聖座の布告にもとづいて、ローマ教会は他の教会に対しても卓越した地位を保持する」としている。
教皇の力は同憲章の3章などに定められている。それは「信仰の最高の判定者であり、信仰の問題についての決定権を持つ。すなわち聖座としての決定的な布告は、誰も覆すことができない」というものである。これは同じ公会議で布告された教皇不可謬性の問題と密接な関連を持っている。
第2バチカン公会議以前のカトリック教会では「救いのためにはローマの聖座とのかかわりが必要である（教皇ボニファティウス8世の言葉）」と伝統的に教えており、この考え方はよく「extra Ecclesiam the popeus salus」（教会の外に救いなし）という言葉で表されてきた。パウロ6世も「教会の外にいるものは聖霊の恵みを受けられない。カトリック教会は現代に生きるキリストの体である。だからこそ、もしそこから離れてしまえば聖霊の恵みを得ることができないのである。」といっている。
しかし、この考え方はカトリック教会以外の人だけでなく、肝心のカトリック教会の中でも誤解されてきた。歴代の教皇たちは「カトリック教会の中にいる人々は救いにつながっている」といっている一方で「カトリック教会と縁のない人々が救われないというわけではない」ということをしばしば強調している。ピウス9世は回勅『クアント・コンフィカムル・モエロール』（1868年）でこう述べた、「わたしたちは、われわれの聖なる宗教とかかわりのない人であっても、神によって全ての人の心に書き込まれた自然法に従い、徳に満ちた人生を送るなら、神の力と照らしによって永遠の命に入ることができるということを知っている。」
ヨハネ・パウロ2世は『レデンプトーリス・ミッシオ』の中で「現代のみならず、過去においても、福音や教会について知る機会がなかった多くの人々がいて、たとえ彼らがまったくキリスト教と関わることがなくても、神秘的な絆によって、キリストの救いを受けてきたことは明らかです。」といっている。
教皇のものとされ、実際に行使されてきた権能は以下のとおりである。司教の任命、教区の設立と廃止、教皇庁の職員の任命、教皇庁文書の認可、典礼祭儀の変更、教会法の改定、列福と列聖、教会裁判の最高決定権、回勅の公布、（信仰と道徳に関する事柄についての）不可謬な宣言、修道会の承認と禁止。ただ、これらの権能を実際に行うのは教皇庁のメンバーたちであり、実質的に教皇が行うのは最終的な承認を与えることだけである。

## 政治的役割
4世紀にローマ帝国ではキリスト教徒の数が飛躍的に増加したが、司教が世俗において何らかの権力を獲得することはなかった。ローマ司教がその信徒に対する影響力によって帝国の行政システムの中で力を与えられるようになっていったのは5世紀以降のことである。教皇が政治的な存在感を初めて見せつけたのは452年にローマに侵入してきたアッティラを教皇レオ1世が駆け引きのすえに撤退させることに成功したことによってであった。
さらに754年にはフランク王国のピピン3世（小ピピン）が領土の一部を教皇ステファヌス2世に寄進したこと（ピピンの寄進）は、教皇の政治的な影響力が無視できないものになっていたことを示している。この土地が後の教皇領の基礎となった。800年には教皇レオ3世がフランク王国のカール大帝にローマ皇帝としての王冠を授けている。ここからのちに神聖ローマ皇帝として知られることになる王位の系譜が始まる。これ以降、ナポレオンが自分自身で王冠をかぶるまで、教皇が王冠を授ける権威を持ち、世俗の王位はカトリック教会によって承認されるものであるという伝統がつくられていく。先にのべた教皇領はイタリア王国の成立する1870年まで存続した。
教皇領を保持することで、教皇は領土を持つ世俗の君主の一人というだけでなく、全キリスト教徒の長という聖俗にわたる強力な権威を持つことになった。淫蕩の限りをつくしたことで悪名高いアレクサンデル6世や、軍事的才能を備えて数度の戦役を闘ったユリウス2世などが政治的な権威を行使した教皇の代表格といえよう。またグレゴリウス改革で知られるグレゴリウス7世やアレクサンデル3世などは神聖ローマ帝国の影響下において教会改革を志した宗教的な権威者として後代に知られている。中世の教皇たちは回勅によって政治的な影響力を行使したが、世界史上で特に有名な回勅としてヘンリー2世のアイルランド侵攻の根拠となった『ラウダビリテル』（1155年）、世界をスペインとポルトガルで分割するトルデシリャス条約のもととなった『インテル・チェテラス』（1493年）、エリザベス1世を破門し、家臣の臣従の義務を解いた『レグナンス・イン・エクスケルシス』（1570年）、グレゴリオ暦を定めた『グラビッシマス』（1582年）などがある。
現代の外交儀礼として、教皇の外国公式訪問の際には、相手国の元首が教皇の宿泊先に出向いて挨拶を行う。

## 教皇位をめぐる議論

### カトリック教会内
カトリック教会の中において「教皇の権威」は教義として宣言されたものである以上、その職務の権威を否定することは認められない。第1バチカン公会議では「カトリック教会において教皇の首位権、裁治権を認めないものは分離される」というアナテマがはっきりと示された（ただ、教皇の地位の厳密な位置づけについて議論することは認められている）。
第1バチカン公会議で採択された教皇不可謬・教皇首位に反対するグループは、復古カトリック教会を形成した。

### カトリック教会外からの異論
カトリック教会の外でははっきりとローマ教皇の権威については疑義が示されることがある。その種の疑義をおおまかにまとめると次のようになる。
1. ローマ教皇を認めつつも、全世界の司教たちの中における首位権への疑問
2. 教皇制度そのものへの疑問

ヨハネ23世は回勅『パーチェム・イン・テリス』において、アッシリア東方教会、東方典礼カトリック教会、正教会、聖公会などの諸教会は「使徒からの継承」という概念を共通に持っているため、ローマ司教たる教皇の持つ栄誉ある地位を多かれ少なかれ認めていると述べている（ここでいう「栄誉ある地位」というのは決して首位権とイコールではない）。
しかしこの箇所で言及されている諸教派は、東方典礼カトリック教会を除き、ローマ教皇が他の司教を超えるペトロの権威を継承しているということを認めていないし、ペトロがローマに行ったということすら認めないものもある。教皇の首位権は、司教座としてのローマがローマ帝国の首都であったことにも由来することはカルケドン公会議の教令第28条でも明示されているため、教皇が全教会に対し教導権を発揮することを認めないのである。また、彼らは第1バチカン公会議を公会議として認めておらず、結果的にそこで採択された教皇不可謬に関する宣言も無効である。
プロテスタントにとっては「使徒座の継承」という考え方すら受け入れがたいものである。このような人々から見れば、名誉的なものであれ、教会裁治権上のものであれ、聖書に書かれていない以上、ペトロの首位権というものはありえない。また教皇権が西ローマ帝国や東ローマ帝国などの世俗の権力と複雑にかかわってきたことや、統一イタリア王国成立時の教皇領接収のあと長く続いた政府との確執などが教皇権というものへの歴史的な疑問点となっている。
西欧においては教皇権のありかたに対する不満が宗教改革へいたるひとつの底流となった。カトリック教会から離れた教派においては教皇の地位についての見解はさまざまで、単に全教会に対する統治権を認めないものから、黙示録に現れる反キリストであると言う極端なものまである。
ほかにボルジア家出身のアレクサンデル6世やカリストゥス3世のような堕落した教皇の例をあげて、堕落した人間がこのような権威を持っていたことに疑問符をつけるものもある。そのような批判者によれば全智全能の神が、このような堕落した人間に聖なる権威を与えるはずがなく、「堕落した教皇」というものの存在することこそ教皇位が神の意思に由来するものでないことの証左であるという。これに対する反論としては、神が堕落した人間にすら大きな地位を与えることがあることの証明として、古代イスラエルの王たちや、使徒の一人でありながらイエスを裏切ったイスカリオテのユダをあげる意見もある。またどれほど堕落した教皇であっても教皇制度そのものが消滅しなかったことを教皇権が神に守られたものであることの証明であるというものもある。

#### 正教会からの異論
正教会においては、ローマ・カトリックが主張するようなローマ教皇（ロマの「パパ」）の権限は認められない。正教会において名誉上の首位にあるのは、「全地総主教」の称号を持つコンスタンディヌーポリ総主教であるが、コンスタンディヌーポリ総主教も絶対的な権限を全正教会に行使している訳ではなく、各地に独立正教会がある。
なお、日本正教会では教皇 (Papa) に相当する訳語として"「パパ」"（鉤括弧を含めて一語）という表記が用いられ、「教皇」の表記はあまり用いられない（完全に用いられない訳ではなく、用いられている媒体も稀に存在する）。
正教会からはローマ・カトリックの教会論に対して以下のような異論がある。
- ローマ・カトリックは、ローマ教皇の道徳的な権威や調停といった穏やかな権限を、絶対的な権限に変えている。
- ローマ・カトリックにおいては、ローマ教皇の首位は全教会の「原理・根源」とされ（英国国教会主教への回勅：1864年9月16日）ているが、正教会においては、教会の唯一の「原理・根源」はハリストス（キリスト）以外に考えられない。

またペトロの後継という観点については、正教会の教会論では全ての主教がペトロを受け継ぐものである。これについては、全ての主教は自分の教会および他の全ての教会においてペトロの座にあるとする聖キプリアヌスの考えが参照される。また聖ニコラオス・カヴァシラスによる以下の指摘にも言及される。
- 教皇は使徒ではないし、使徒の統率者でもない。使徒が他の使徒を叙聖（叙階）した事は無い。司牧者や学者を叙聖したのみである。
- ペトロは全教会の師であるが、教皇はローマの主教（総主教）に過ぎない。
- ペトロはアンティオキアやアレクサンドリアで主教を叙聖（叙階）する事が出来たが、ローマ主教にはそれは出来ない。
- ペトロはローマの主教を叙聖（叙階）したが、教皇が教皇をペトロの後継者に任じる事は出来ない。

ただし、古代から現代に至るまで正教会は教皇の首位性と地位についてローマカトリック側と見解を異にしてきた一方で、東西教会の分裂以前のローマ教皇で聖人となっていた者については正教会も崇敬している（例：クレメンス1世、グレゴリウス1世など）。

## 称号の変遷とその他の「教皇」

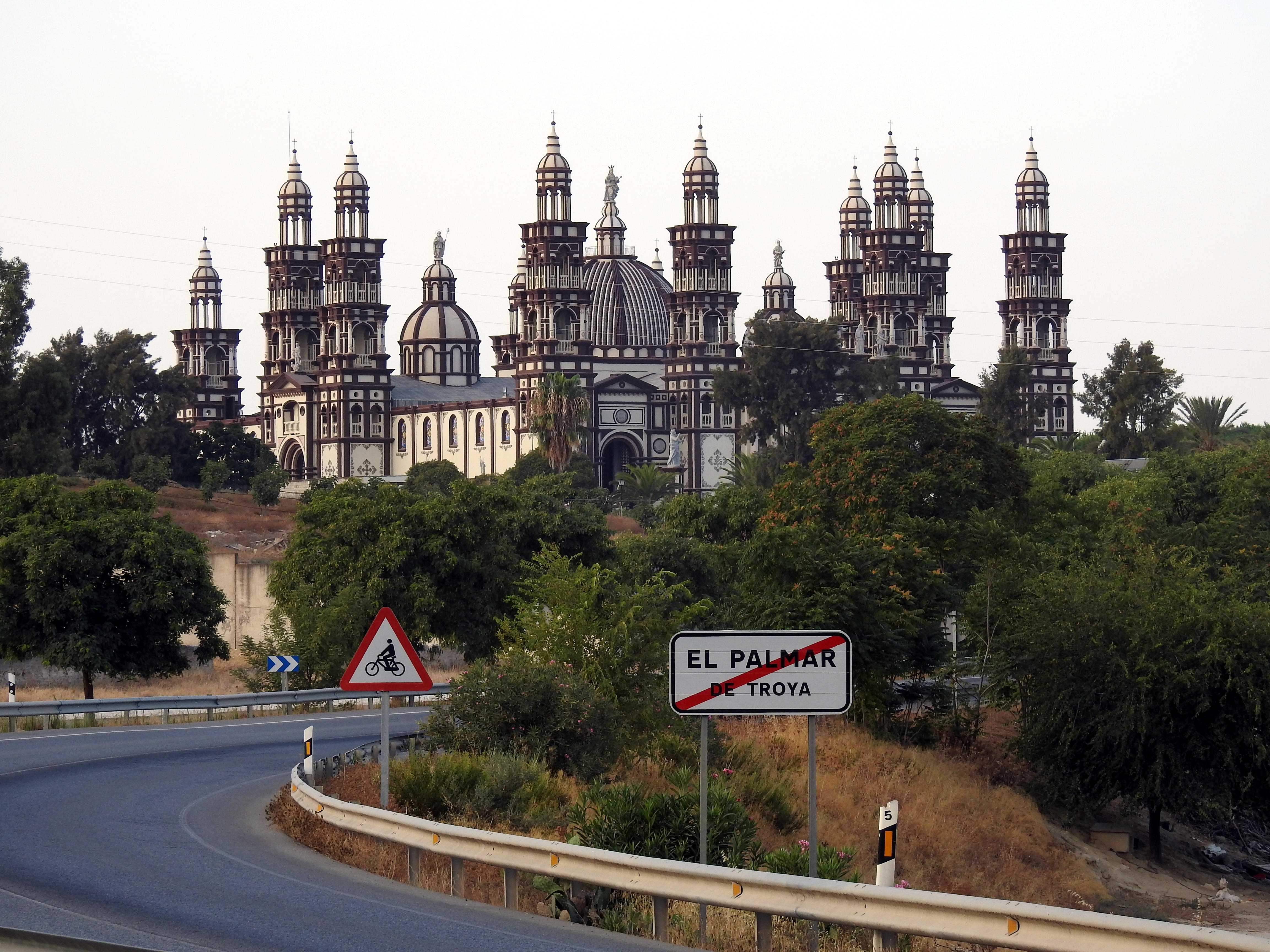
パルマリアン・カトリック教会は、1978年以来、4代にわたって教皇位を主張している（2018年現在）。

古代教会では「papa/πάπας」というのは一般的な司教に対する敬称であったが、徐々にローマ司教とアレクサンドリア主教に限定される称号になっていった。今日も、ローマ教皇以外で公式に Papa/Πάπας という称号で呼ばれるのは、正教会（東方正教会）の（ギリシア・）アレクサンドリア総主教と、コプト正教会の首長である（コプト・）アレクサンドリア総主教だけである（両者は別組織であり、それぞれ別人を立てる）。
エウセビウス『教会史』によればアレクサンドリア主教に3世紀ごろから Papa/Πάπας の称号が用いられ、のち他の都市にも主教の称号として波及したが、やがてアレクサンドリア主教とローマ司教の二者にのみ用いられるようになった。これは当時の東方教会（東ローマ帝国領）と西方教会（西ローマ帝国領）のそれぞれ中心地であった。現代でも、正教会やコプト正教会ではこの習慣を守り、ローマ司教と自派のアレクサンドリア総主教の双方を Papa / Πάπας 称号の保持者とみなしている。
一方、中世以降のカトリック教会において、教皇は「ローマ司教」にしか使用せず、単に「教皇（Papa）」と呼べばそれはローマ教皇を意味する。なおカトリックでは「聖下」（His Holiness）はかつてローマ教皇のみの敬称であったが、第2バチカン公会議以降、上記のアレクサンドリア教皇を含む東方教会の総主教などの高位聖職者にも用いている。
カトリック教会の公式な認定と関係なく教皇位を宣言する者を、対立教皇という。通常、対立教皇が生まれる背景には、カトリック教会内の論争や特定の教皇の正統性をめぐって紛糾する事態が存在する（教会大分裂）。対立教皇が多発した中世において、正統な教皇以外に教皇を名乗る人物が現れるのは、宗教だけでなく政治をもまきこむ大問題であった。
カトリック教会内で大きな影響力を持つイエズス会の総長は、かつて「黒い教皇」と呼ばれることがあった。これはイエズス会士が質素な黒いスータンを着ていたことと、教皇は常に白い服を着ることに由来している。
教皇庁の一機関である福音宣教省の長官（枢機卿）は「赤い教皇」と呼ばれることがある。この職にあるものはアジアとアフリカ全域の教会の責任者であるため、教皇に匹敵するほどの地位だという意味である。なお、「赤」は枢機卿の衣の色である。

## 日本語での呼称

### 日本カトリック教会の呼称
現在、日本のカトリック教会の公式な表記では、「教皇」が用いられている。信徒の間では、親しみを込めた敬称として「パパ様」という呼び方が使われることがある。
日本のカトリック教会の中央団体であるカトリック中央協議会は、1981年の教皇ヨハネ・パウロ2世の来日時に、それまで混用されてきた「教皇」と「法王」の呼称を統一するため、世俗の君主のイメージの強い「王」という字を含む「法王」でなく「教皇」への統一を定めた。このとき、東京にある「ローマ法王庁大使館」においてもこれにあわせて「法王庁」から「教皇庁」への名称変更を行おうとしたが、日本政府から「日本における各国公館の名称変更はクーデターなどによる国名変更時など、特別な場合以外は認められない」として認められず、「ローマ法王庁大使館」の名称のまま現在へ至っている。
一方で、2019年11月のフランシスコ教皇来日を期に、日本政府は同年11月20日、従来「法王」としていた呼称を今後「教皇」に変更すると発表した。それに伴い、NHKや大手新聞各社など一般メディアも追随し、「教皇」という呼称に変える動きが一気に広まった。
明治期日本のカトリック教会では「教父」という訳語を用いた用例が見られる（なお、大正期以降の文献には「教皇」の語が見られる）。また、2000年代においても典礼の中では、現役の教皇を「わたしたちの教父○○」と呼ぶ慣習があったが、これもフランシスコ教皇来日を期に「わたしたちの教皇○○」と言い換えられるようになった。

### 日本政府による呼称
官報や外務省の文書では、戦前から長らく基本的には「法王」の語が用いられていたが、教皇が使用されないわけではなかった。コプト正教会の長に対しては「コプト教皇」の呼称を用いている。
2018年には、立憲民主党所属衆議院議員の山内康一が衆議院予算委員会において「教皇」に変更するべきではないかと質問を行っている。これを受けて外務省はバチカンとローマ法王庁大使館に問い合わせを行ったが、いずれも変更を求めていないという回答を得ている。河野太郎外務大臣（当時）はグルジアからジョージアへ変更を行った事例のように、変更の要求があった場合にはしっかりと対応していくと答弁していた。2019年11月23日から教皇フランシスコが日本を訪問することを受け、政府は11月20日に「教皇」への呼称変更を発表した。
日本のカトリック教会や教徒を管理するカトリック中央協議会は、1981年からローマ教皇という表記を推奨してきたが、長年にわたり、多くの日本のメディアではローマ法王という慣例的な表記を使用し続けていた。しかし、2019年11月20日、日本外務省はカトリック関係者など一般的には、教皇が広く使われていることと、バチカンより教皇の使用に問題がないことを確認したとして、教皇の訳語を用いる方針を発表した。
ただし、外務省ではローマ教皇庁との名称を用いる一方で、日本駐箚ローマ法王庁大使と駐日本国ローマ法王庁大使館の用法においては、法王の名称が継続して用いられている。

### マスメディアの呼称
NHKでは、「ローマ法王」「法王」が慣用的に使われ、一般に定着しているとして原則的には「法王」の呼称を用いるとしていたが、日本のカトリック関係者を中心に「教皇」と呼ばれていること、2019年11月22日の教皇フランシスコの訪日にあわせて日本政府が「教皇」に呼称変更したことを踏まえ、「ローマ教皇」の呼称に変更した。また、読売新聞、朝日新聞、毎日新聞、産経新聞、日本経済新聞といった主要紙、共同通信、時事通信も「ローマ教皇」の呼称に表記を変更した。
この発表以降、日本のメディアにおいて、法王という表記でカトリック教会の教皇を指すことは大幅に減少している。

## 各国語での呼称
聖座からの公式中国語訳は「教宗」（きょうそう）であるほか、「教皇」という訳語も中国語圏で使われる。韓国語では「교황（敎皇、キョファン）」である。
英語では「The Pope」、「The Pontiff」、または「Father」。「supreme pontiff」（ラテン語: pontifex maximus）とも。

## その他
- 教皇の公用車の一つでメルセデス・ベンツ・Gクラスを改造したものは「教皇車」（パパモビル）と呼ばれる。
- 教皇就任時の最年少記録保持者は、18歳のヨハネス12世である。
- 1295年以降で教皇就任時の最高齢記録保持者は、79歳のクレメンス10世である。
- 1295年以降の教皇で最長寿記録保持者は、93歳で帰天したレオ13世である（ただし、帰天時離任済みの教皇を含むと、95歳で帰天したベネディクト16世となる（離任時85歳））。
- 史実で確認される範囲で在任期間の最長記録保持者は、31年7ヶ月のピウス9世（1846年6月16日 - 1878年2月7日）である。
- 在任期間の最短記録保持者はウルバヌス7世で、僅か13日（1590年9月15日 - 9月27日）である。これは選出されて間もなくマラリアに罹患し、教皇着座式の挙行前に病没したため。
- 2016年2月12日に、フランシスコが教皇としてロシア正教会総主教（キリル1世）と約1000年ぶりの歴史的会談[47]を行った。